# Fidias Elizondo
Fidias Elizondo (Monterrey, 24 de março de 1891 - Cidade de México, 3 de janeiro de 1979) foi um escultor mexicano. Participante da movimento chamado renovação escultórica de inícios do século XX em México junto a outros artistas como Ignacio Asúnsolo, José María Fernández Urbina e Manuel Centurión.
Nascido em Monterrey, emigrou à Cidade de México aos 17 anos para estudar na Academia de San Carlos, onde foi também professor. Viajou a Europa para prosseguir sua formação artística, e participou na defesa de Paris cavando trincheras ante a Primeira Guerra Mundial.  Sua obra teve influências neoclássicas, ainda que realizou retratos de corte popular. Algumas de suas obras foram cabeças. Foi formador de diferentes gerações de artistas. Além da academia, deu classes na Escola Nacional de Belas Artes.

## Obras
- 1949 - Escultura de Cristo do Cerro do Cubilete